# Балистокардиографија
Балистокардиографија (БКГ) – неинвазивна дијагностичка метода у кардиологији која се користи за снимање механичке активности срца. Заснована је на мерењу кретања тела изазваног избацивањем крви у сваком срчаном циклусу. То је једна од многих метода које се ослањају на детекцију срчаних и кардиоваскуларних механичких покрета, као што су фонокардиографија, апекс кардиографија, сеизмокардиографија, кинетокардиографија. 

## Назив
Термин балистокардиограф је кованица настала од латинске речи ballista, која потиче од грчке речи  βαλλίστρα - ballistra, ballistae - машине за лансирање пројектила, и грчких речи за срце и писање.

## Историја
Балистокардиографија (БКГ), која је првобитно откривена крајем 19. века, била је у фокусу интензивног истраживања од 1940-их до раних 1980-их. Након овог периода метода је практично  нестала. Овај нестанак се може пратити кроз неколико општих фактора:
- Недостатак стандардних техника мерења, са различитим методама које воде до суптилно различитих сигнала.[2]
- Недостатак разумевања тачног физиолошког порекла БКГ таласног облика, као и јасних смерница за тумачење резултата, што је довело до опрезности од стране медицинске заједнице;
- Стављање примарног фокуса на клиничку дијагностику (нпр инфаркт миокарда, ангина пекторис, коронарна болест срца,[3][4] што обично захтева висок ниво специфичности и поузданости који БКГ није достигла.[5]

- Развој нових техника: ултразвука и ехокардиографије, које су убрзо превазишле  БКГ и сродне технике за неинвазивну кардиологију и хемодинамску дијагностику.

У другој деценији 21. века примнена балистокардиографија доживњава  изненађујуће оживљавање. У светлу многих недостатака горе наведене методе, легитимно је поставити питање да ли је овај повратак заснован на чврстим основама, јер су откривене неке значајне разлике (као и неке сличности) у данашњим приступима овој методи, за које аутори сматрају да би требало да гарантују БКГ другу шансу.

## Опште информације
Балистокардиографија  показује правац и убрзање  млазног кретања крви а заснива је на регистрацији покрета тела изазваних контракцијама миокарда – у складу са трећим законом кретања, по коме се тело повлачи у супротном смеру одсмера кретања крви коју избацује срце. 

### Балистокардиограм
У физиолошком смислу балистокардиограма је није ништа друго до механички запис срчаних и хемодинамских догађаја забележени са више локација, са више типова сензора (положај, брзина и убрзање), што је довело до збуњујућег броја техника и сигнала, понекад повезаних, понекад не. Ово мноштво метода допринело је  замагљивању поља у прошлости и треба пазити да се ова ситуација не понови у 21. веку.
Запис балистокардиографског прегледа је у облику кривуље, чије кривине одговарају појединачним компонентама еволуције срца. Баллистокардиографски таласи који су означени словима Х, И, Ј, К, Л, М, Н и О; окренути су нагоре и означавају трзај према глави, док таласи окренут надоле означавају трзај према ногама. Х, Ј, Л, Н таласи су позитивни, док су И, К, М, О таласи негативни.
Балистокардиограм се дефинише као реакција (померање, брзина или убрзање) целог тела која је резултат срчаног избацивања крви. Сходно томе, то је интеграција вишеструких сила повезаних са кретањем крви унутар срца, унутар артерија (првенствено аорте) и кретања самог срца. То је инхерентно 3Д сигналу, иако се већина техника мерења фокусира на уздужну компоненту од главе до пете. 
Његово тумачење је отежано чињеницом да сигнал зависи од методе мерењаУ почетку је учињен напор да се стандардизују технике мерења и означавање сигнала како би се помогло упоређивање и дисеминација података. У случају класичног лонгитудиналног БКГ базираног на Стару, постоји општа сагласност да рани врх (Х) у вези са кретањем срца у раној систоли и да је главни комплекс И, Ј ,К повезан са вентрикуларном ејекцијом и протоком аорте.
Мање је слагања око каснијих таласа. Док се БКГ код здравих људи може прилично добро тумачити у светлу физиолошких догађаја, БКГ пацијената са кардиоваскуларним обољењима теже је тумачити због сложене интеракције различитих унутрашњих сила. Као резултат тога, тумачење абнормалног БКГ  углавном је засновано на експерименталним подацима и углавном квалитативно.
У почетку у интерпретацији, истраживање је имало за циљ да побољша разумевање сигнала, користећи различите моделе и функције преноса,  али то није суштински побољшало ситуацију. Зато су савремени алати за снимање и симулацију,  понудили занимљиве нове приступе.

## Будућност методе
Савремена технологија омогућава примену БКГ  на местима која до сада нису била доступна – ординација кардиолога, дом пацијента. Али што је још важније, направљено је кућиште за апликације које захтева  основну анализу сигнала (попут откуцаја срца или срчаног избацивања) и на основу серијских мерења. 
Међутим паралелно са применом БКГ  требало би наставити даље истраживање у моделирању и интерпретацији сигнала које омогућава модерно рачунарство, и једног дана би могло да се омогући да БКГ  постане дијагностички алат који се дуго тражио у раним годинама.